# Irina Witaljewna Potejewa
Irina Witaljewna Potejewa (russisch Ирина Витальевна Потеева; * 25. Januar 1986 in Fargʻona, Sowjetunion) ist eine russische Boxerin. Sie wurde 2007 Europameisterin der Amateurinnen in der Gewichtsklasse bis 66 kg Körpergewicht (KG).

## Werdegang
Irina Witaljewna Potejewa wurde in Fargʻona in der damaligen Usbekische Sozialistische Sowjetrepublik geboren. Ihre Kindheit verbrachte sie in Werchnjaja Tura, in der Oblast Swerdlowsk. Potejewa begann in ihrer Jugend mit dem Boxen und trat mit 18 Jahren in die russische Armee ein. Sie ist Mitglied eines Armee-Sportclubs und wird von A. S. Malyschew und A. W. Meljukow trainiert.
Im Jahre 2006 wurde sie, erst zwanzigjährig, erstmals russische Meisterin in der Gewichtsklasse bis 66 kg KG. Im gleichen Jahr hatte sie beim Ahmet-Comert-Turnier in Istanbul ihren ersten internationalen Einsatz und gewann dieses Turnier mit Siegen über Diana Biljalowa, Kasachstan, Anna Ingman, Schweden und Lesja Koslan, Ukraine. Sie wurde nach dieser bestandener Bewährungsprobe 2006 bei der Europameisterschaft in Warschau eingesetzt und kam dort in der Gewichtsklasse bis 66 kg KG zu Siegen über Anna Ingman und Nurcan Çarkçı aus der Türkei. Im Halbfinale verlor sie aber gegen die Französin Aya Cissoko knapp nach Punkten (9:12) und belegte deshalb einen dritten Platz. Sie startete zwei Monate später auch bei der Weltmeisterschaft der Frauen in New Delhi in derselben Gewichtsklasse, enttäuschte dort aber etwas, denn sie verlor im Achtelfinale gegen Marichelle de Jong aus den Niederlanden nach Punkten (22:25) und belegte deshalb nur den 9. Platz.
2007 wurde Irina Potejewa mit Siegen über Inna Edlinskaja (31:7) und Alisia Klimina (Abbruch i.d. 2. Runde) erneut russische Meisterin in der Gewichtsklasse bis 66 kg KG. 2007 gewann sie auch wiederum beim Ahmet-Comert-Turnier und kam dabei im Endkampf zu einem bemerkenswerten Punktsieg (18:10) über die amtierende Weltmeisterin Mary Spencer aus Kanada. Sie überzeugte auch bei der Europameisterschaft 2007 in Vejle/Dänemark. Sie besiegte dort Nikolina Orlovic, Kroatien (9:1), Larissa Rosu, Rumänien (10:2), Marichelle de Jong (3:2) und Olivia Luczak, Polen (12:1) jeweils nach Punkten und wurde damit Europameisterin.
Im Jahre 2008 gewann Irina Potejewa mit Siegen über Olga Scharkowa, Inna Sagaidakowskaja und Elene Bystrowa zum dritten Mal die russische Meisterschaft in der Klasse bis 66 kg KG. Beim Ahmet-Comert-Turnier in Istanbul siegte sie abermals und schlug dabei u. a. die starke Chinesin Yang Tingting und die ehemalige Weltmeisterin Ariane Fortin aus Kanada. Bei der Weltmeisterschaft 2008 in Ningbo/China besiegte sie erneut Marichelle de Jong, unterlag aber dieses Mal gegen Mary Spencer, die sich in dieser Revanche-Begegnung im Viertelfinale knapp mit 8:6 Punkten durchsetzte. Für Irina Potejewa blieb deshalb nur der 5. Rang.
Bei der russischen Meisterschaft 2009 war sie in der Weltergewichtsklasse wiederum nicht zu schlagen und gewann mit einem überlegenen Punktsieg über Inna Sagaidakowskaja (20:1) erneut den Titel. Bei der Europameisterschaft dieses Jahres in Nikolajew/Ukraine gab es aber für sie wieder eine Enttäuschung, denn sie verlor im Viertelfinale gegen die Norwegerin Lotte Lien, die sie 2008 beim Witch-Turnier in Pécs/Ungarn noch klar ausgepunktet hatte, knapp nach Punkten (1:2) und musste sich deshalb wiederum mit dem 5. Platz begnügen.
Im Jahre 2010 erlitt Irina Potejewa bei der russischen Meisterschaft in der Weltergewichtsklasse im Halbfinale eine Niederlage gegen Elena Wystropowa, die zwar mit 11:12 Punkten äußerst knapp ausfiel, ihr aber den Weg zur Weltmeisterschaft dieses Jahres in Bridgeport/Barbados versperrte.
2011 konnte sie wegen einer Verletzung nicht bei der russischen Meisterschaft teilnehmen. Sie wurde trotzdem bei der Europameisterschaft in Rotterdam eingesetzt, kam dort aber nur zu einem Punktsieg über Martina Jindrowa aus Tschechien (16:7). Im Viertelfinale verlor sie gegen Katarzyna Furmaniak aus Polen nach Punkten (6:12), womit sie ausschied und den 5. Platz belegte.

## Internationale Erfolge
| Jahr | Platz | Wettbewerb                               | Gewichtskl.  | Ergebnis |
| 2006 | 1.    | Ahmet-Comert-Turnier in Istanbul         | bis 66 kg KG | nach Abbruchsieg i.d. 2. Runde über Diana Biljalowa, Kasachstan u. Punktsiegen über Anna Ingman, Schweden (26:12) u. Lesja Koslan, Ukraine (18:8)                                      |
| 2006 | 3.    | EM in Warschau                           | bis 66 kg KG | nach einem Abbruchsieg i.d. 2. Runde über Anna Ingman und einem Punktsieg über Nurcan Çarkçı, Türkei (25:15) u. einer Punktniederlage gegen Aya Cissoko, Frankreich (9:12)             |
| 2006 | 9.    | WM in New Delhi                          | bis 66 kg KG | nach einer Punktniederlage gegen Marichelle de Jong, Niederlande (2:3) |
| 2007 | 1.    | Ahmet-Comert-Turnier in Istanbul         | bis 66 kg KG | nach einem Abbruchsieg i.d. 2. Runde über Sumran Sozutek, Türkei u. Punktsiegen über Vera Korcanska, Tschechien (34:8), Larissa, Rosu, Rumänien (20:3) u. Mary Spencer, Kanada (18:10) |
| 2007 | 1.    | EM in Vejle/Dänemark                     | bis 66 kg KG | nach Punktsiegen über Nikolina Orlovic, Kroatien (9:1), Larissa Rosu (10:2), Marichelle de Jong (3:2) u. Olivia Luczak, Polen (12:1)                                                   |
| 2008 | 1.    | Intern. Turnier in Stupino/Russland      | bis 66 kg KG | nach Punktsiegen über Dariga Schakimowa, Kasachstan (28:7) u. Marichelle de Jong (12:11)                                                                                               |
| 2008 | 1.    | Ahmet-Comert-Turnier in Istanbul         | bis 70 kg KG | nach Punktsiegen über Yang Tingting, China (16:5), Luminata Turcin, Rumänien (10:2) u. Ariane Fortin, Kanada (11:4)                                                                    |
| 2008 | 5.    | Ladies-Nikolajew-City-Cup                | bis 66 kg KG | nach Aufgabe wegen einer Verletzung gegen Martina Jindrowa, Tschechien |
| 2008 | 1.    | Witch-Cup in Pécs/Ungarn                 | bis 66 kg KG | nach Punktsiegen über Lotte Lien, Norwegen (12:3), Kavita Goyat, Indien (14:3) und Marichelle de Jong (17:4)                                                                           |
| 2008 | 5.    | WM in Ningbo/China                       | bis 66 kg KG | nach einem Punktsieg über Marichelle de Jong (10:8) u. einer Punktniederlage gegen Mary Spencer (6:8)                                                                                  |
| 2009 | 1.    | Ahmet-Comert-Turnier in Istanbul         | Welter       | mit Punktsiegen über Maria Badulina, Ukraine (22:6), Yang Tingting (15:2) u. Ariane Fortin (10:9)                                                                                      |
| 2009 | 5.    | EM in Nikolajew/Ukraine                  | Welter       | nach Punktniederlage gegen Lotte Lien (1:2) |
| 2010 | 1.    | Ladies-Nikolajew-City-Cup                | Welter       | nach Punktsiegen über Olga Ciobanu, Moldawien (2:0), Maria Badulina (9:1) u. Tatjana Iwaschenko, Ukraine (9:1)                                                                         |
| 2010 | 1.    | Russland-Cup in Krasnoarmeisk            | Welter       | nach einem Abbruchsieg i.d. 4. Runde über Alena Tumaschowa u. einem kampflosen Sieg über Elena Wystropowa, bde. Russland                                                               |
| 2011 | 1.    | Georgi-Schukow-Memorial in Jekaterinburg | Mittel       | nach Punktsiegen über Ilmira Garipowa (10:0) und Ljubow Paschina (9:3), beide Russland                                                                                                 |
| 2011 | 5.    | Ladies-Nikolajew-City-Cup                | Welter       | nach einer Punktniederlage gegen Elena Wystropowa (9:10) |
| 2011 | 5.    | EM in Rotterdam                          | Welter       | nach einem Punktsieg über Martina Jindrowa, Tschechien (16:7) und einer Punktniederlage gegen Katarzyna Furmaniak, Polen (6:12)                                                        |

## Russische Meisterschaften
| Jahr | Platz | Gewichtskl.  | Ergebnis |
| 2006 | 1.    | bis 66 kg KG | |
| 2007 | 1.    | bis 66 kg KG | nach Punktsieg über Inna Edlinskaja (31:7) u. Abbruchsieg i.d. 2. Runde über Alisia Klimina                                                   |
| 2008 | 1.    | bis 66 kg KG | nach Abbruchsiegen i.d. 3. Runde über Olga Scharkowa u. i.d. 4. Runde über Inna Sagaidakowskaja u. einem Punktsieg über Elena Wystropowa      |
| 2009 | 1.    | Welter       | nach Punktsieg über Saadat Abdulajewa (29:2), Abbruchsieg i.d. 2. Runde über Anastasia Telegina u. Punktsieg über Inna Sagaidakowskaja (20:1) |
| 2010 | 3.    | Welter       | nach Punktsieg über Marina Golubewa u. Punktniederlage gegen Elena Wystropowa                                                                 |

## Erläuterungen
- WM = Weltmeisterschaft, EM = Europameisterschaft
- KG = Körpergewicht
- Weltergewicht, bis 69 kg Körpergewicht
- Bis 2008 gab es bei den Frauen bis zu 15 Gewichtsklassen, 2009 wurden die Gewichtsklassen der Frauen weitgehend denen der Männer angeglichen (jeweils 10 Gewichtsklassen), so dass auch die Bezeichnungen übernommen werden konnten.